# Ядвига Сененська з Олеська

Герб Дембно

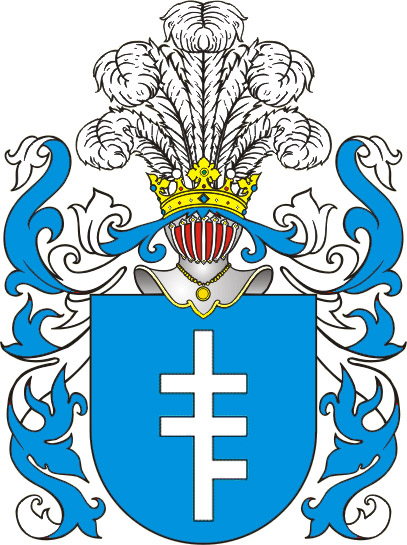
Герб Пилява

Ядвига Сененська з Олеська (пол. Jadwiga Sienieńska, Kamieniecka z Oleska, 1500 — 1558) — польська шляхтянка гербу Дембно, каштелянка львівська, гетьманівна.

## Біографія
Була дочкою Петра Сененського з Олеська і його дружини Катажини з Бучацьких — дочки Давида Бучацького. Відзначалася побожністю.
Успадкувала з сестрою Анною родові маєтності, зокрема, Олесько. Поділ спадку з сестрою оформила у Львові 1511 року. Продала свою ліву половину замку з вежею Станіславові Жолкевському.
Родич Ян Сененський разом з своїм молодшим братом Вікторином викрали її (дочку померлого стриєчного брата Пйотра) для отримання контролю над частиною спадку, яка їй належала.
Судді 22 жовтня 1539 року в Підкамені винесли вирок у майновій справі стосовно сіл Накваша, Попівці між нею та Гнівошом Ледуховським (запросив суддів до міста). Представником Ядвіги в суді був Пйотр Підгорецький.
Була видана в шлюб з польним гетьманом, воєводою подільським Мартином Каменецьким гербу Пилява. Після одруження мешкала в резиденції чоловіка, замку Одриконь біля Коросно Перемишльської землі Руського воєводства.
У шлюбі народила трьох дітей:
- Варвара Каменецька, видана за надвірного підкоморія Миколу Мнішека, який приїхав з Великих Кошиць[джерело?] у Моравії
- Ельжбета Каменецька, дружина Бернарда Мацейовського
- Ян Каменецький (1524—1560)

За даними о. Садока Баронча, мала ще синів Войцеха, Станіслава; сини були легковажними. Польський дослідник З. Сперальський називає їх (також Яна) її внуками, синами Яна.